# Wikle (Przewłoka)
Wikle – część wsi Przewłoka w Polsce, położona w województwie świętokrzyskim, w powiecie sandomierskim, w gminie Łoniów. Wchodzi w skład sołectwa Przewłoka.
W latach 1975–1998 Wikle administracyjnie należało do województwa tarnobrzeskiego.